# The City on the Edge of Forever
The City on the Edge of Forever is een aflevering van de De oorspronkelijke serie van Star Trek. Deze wordt gezien als een van de beste afleveringen van de originele serie (volgens Entertainment Weekly zelfs als de beste) en werd in 1968 bekroond met een Hugo Award voor 'Best Dramatic Presentation' en een Writers Guild of America Award voor 'Best Original Teleplay'.
The City on the Edge of Forever werd voor het eerst uitgezonden op 6 april 1967 op de Amerikaanse televisiezender NBC.

## Synopsis
De USS Enterprise en haar bemanning doen onderzoek naar een planeet die verstoringen in de ruimtetijd veroorzaakt. Dr. McCoy injecteert zichzelf per ongeluk met een middel waardoor hij in een waan komt en zichzelf naar de planeet straalt. Als Kirk, Spock en een aantal andere bemanningsleden hem achterna komen, ontdekken ze een lang verloren beschaving met een tijdmachine. De tijdmachine blijkt in hun taal te kunnen communiceren en noemt zichzelf the Guardian of Forever.
Ze vinden McCoy maar deze weet door de tijdmachine te ontsnappen. Op het moment dat hij dit doet, verdwijnt de Enterprise en tegelijkertijd ook meteen de hele Verenigde Federatie van Planeten. Kennelijk heeft McCoy de geschiedenis veranderd. Kirk en Spock reizen hem achterna en komen in New York tijdens de Grote Depressie terecht. Ze vinden onderdak in een daklozenopvang onder leiding van Edith Keeler.
Spock bouwt een apparaat waarmee hij, met behulp van zijn tricorder, kan achterhalen op welk punt de geschiedenis veranderd is. Het blijkt dat Edith na een week had zullen worden aangereden. Maar in de veranderde geschiedenis dreigt deze aanrijding door McCoy voorkomen te worden. Het gevolg zal zijn dat Edith een pacifistische beweging zal beginnen waardoor Amerika de Tweede Wereldoorlog zal verliezen waarna de mensheid zwaar achterop zal raken. Ondertussen ontstaat er een romance tussen Edith en Kirk en hij luistert naar haar idealistische ideeën. Kirk beseft dat Edith helaas zal moeten sterven.
Ook McCoy komt aan in New York en wordt opgevangen door Edith. Als de drie weer herenigd zijn zien ze dat Edith aangereden dreigt te worden. McCoy wil ingrijpen, maar wordt tot zijn verbazing tegengehouden door Kirk. Eenmaal terug in hun eigen tijd blijken ze slechts een paar minuten weg geweest te zijn en is de geschiedenis weer hersteld.

## Trivia
- Dezelfde tijdmachine komt ook voor in de aflevering Yesteryear van Star Trek: The Animated Series.
- In het boek The Devil's Heart wordt het ontstaan van de tijdmachine uitgelegd.